# Cornelis van Dalem

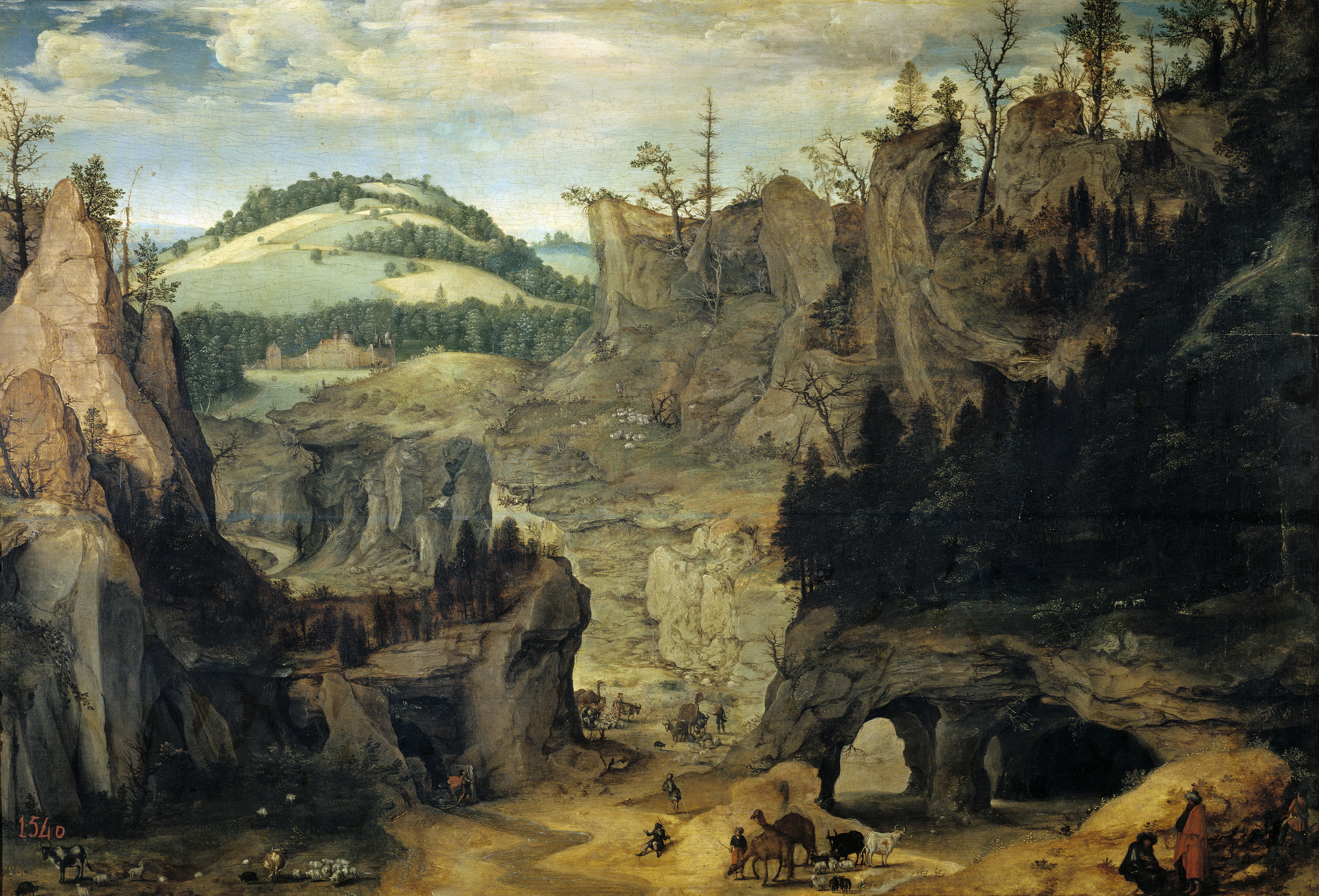
Landschaft mit Hirten

Cornelis van Dalem (* um 1530/35 in Antwerpen; † 1573 in Breda) war ein niederländischer Maler adeliger Herkunft. Nach Archivdokumenten war er aber auch oder vor allem als Kaufmann tätig. Trotz seines kleinen bisher bekannten Œuvres nimmt Cornelis van Dalem eine wichtige Stelle unter den niederländischen Landschaftsmalern des 16. Jahrhunderts ein.

## Leben

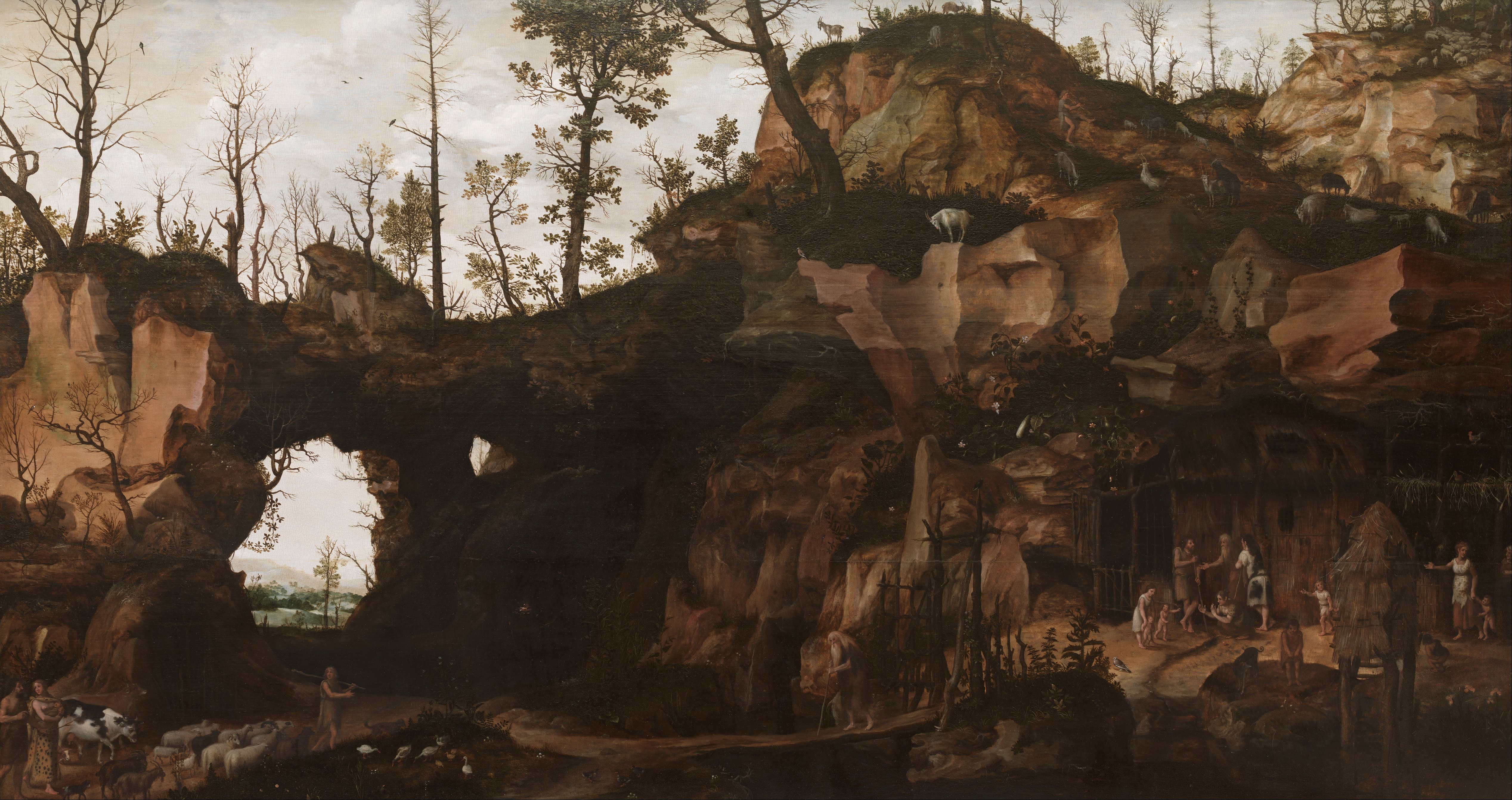
Die Anfänge der menschlichen Zivilisation

Einige Auskunft über das Leben des Cornelis van Dalem geben die Archive von Antwerpen und Breda. Die Familie van Dalem stammt aus Tholen in der niederländischen Provinz Zeeland und bezog ein Lehen, was die Angabe des niederländischen Künstlerbiographen Karel van Mander bezüglich van Dalems adeliger Herkunft bestätigt. Die Familie zog zu einem unbestimmten Zeitpunkt nach Antwerpen, wo van Dalems Vater Peter Corneliszoon als Händler tätig war. Die beiden Söhne Cornelis und Lodewijk gingen in Antwerpen beim Maler Jan Adriaensens in die Lehre. Nach den Liggeren der Antwerpener Lukasgilde begann Cornelis van Dalem seine Lehre 1545. 1556 wurde er zum Meister ernannt. Im selben Jahre heiratete er Beatrijs van Liedekercke. In weiteren Dokumenten findet Cornelis van Dalem vor allem Erwähnung als Kaufmann und Händler. Obwohl van Dalem 1565 ein zweites Haus in Antwerpen erworben hatte, verließ er die Stadt noch im selben Jahr. Dies hatte vielleicht religiöse Gründe, da ihm eine Verbindung zu der Sekte der Wiedertäufer angelastet wurde, deren Verbindung 1566 gesetzlich verboten wurde. Van Dalem zog auf ein Landgut bei Breda, wo er 1573 starb.
Van Dalem war in den Jahren 1560 bis 1564 der letzte Lehrmeister von Bartholomäus Spranger. Sprangers Frühwerk weist noch große Parallelen zu dem seines Lehrmeisters auf. Spranger diente Karel van Mander Anfang der 1560er Jahre als Informant über Cornelis van Dalem, sodass dessen Angaben als zuverlässig betrachtet werden können. In seinem 1604 erstmals erschienenen „Schilderboek“ beschreibt van Mander Cornelis van Dalem als hervorragenden Maler von Felsen. Dies wird durch das erhaltene Werk bestätigt, in dem häufig bizarr geformte Felswände dem Betrachter den Blick – bis auf einige natürliche Felsbögen – auf den Hintergrund verstellen. Die Figuren in seinen Bildern malte van Dalem gemäß van Mander nicht selbst, sondern ließ sie von Gillis Mostaert oder Joachim Bueckelaer ausführen. Von dieser Regel stellt vermutlich van Dalems Zeichnung mit der Versuchung des heiligen Antonius im Frankfurter Städel eine Ausnahme dar. Während Mostaert und Bueckelaer als Mitarbeiter im erhaltenen Werk van Dalems stilistisch nicht nachgewiesen werden können, ist van Dalems Zusammenarbeit mit Jan van Wechlen über eine Signatur im gemeinsam geschaffenen Bild „Landschaft mit Nomadenfamilie“ belegt, von dem zwei Fragmente in der Staatlichen Kunsthalle Karlsruhe erhalten sind.

## Künstlerisches Schaffen
Als erster stellte Ludwig Burchard 1924 eine Gruppe von Landschaftsgemälden unter van Dalems Namen zusammen. Diese Gruppe konnte in den darauffolgenden Jahren um einige wenige Werke erweitert werden. Bei der Zuschreibung halfen zwei mit van Dalems Monogramm versehene Gemälde, die „Landschaft mit der Flucht nach Ägypten“ von 1565, einem Berliner Kriegsverlust, und die „Landschaft mit Gehöft“ von 1564 in der Alten Pinakothek in München. Das kleine Œuvre unterstützt van Manders Angabe, wonach van Dalem als wohlhabender Kaufmann nicht des Geldes, sondern allein des Vergnügens willen gemalt habe. Da Cornelis van Dalem nicht von der Malerei lebte und sich somit nicht nach den Wünschen von Auftraggebern richten musste, konnte er seine Bildthemen frei wählen.
Hervorzuheben ist, dass es nicht allein die von Karel van Mander gelobten Felsdarstellungen sind, welche Cornelis van Dalem eine bedeutende Rolle in der Kunstgeschichte einräumen. Der Maler war belesen und humanistisch gebildet. Seine Werke belegen, dass er unter anderem Lukrez’ Lehrgedicht „De rerum natura“ und die „Zehn Bücher über Architektur“ von Vitruv gekannt haben muss. Vor allem Themen, die den Ursprung der menschlichen Zivilisation und ihre Entwicklung betreffen, fanden sein Interesse. So sind in einzelnen Gemälden und in der Frankfurter Zeichnung urtümliche und primitive Behausungen dargestellt, bei denen Felsgrotten mit aus Menschenhand gefügten Elementen zusammenspielen. Auffallend ist andererseits van Dalems gleichzeitiges Interesse am Zerfall und an der Vergänglichkeit des von Menschenhand Geschaffenen, was sich z. B. im Münchner Gemälde mit den zerfallenden Bauernhäusern und der Palastruine im Hintergrund widerspiegelt. Drei seiner bekannten Bilder stellen „Zigeuner“ dar, welche zu seiner Zeit vermehrt in den Niederlanden anzutreffen waren. Vermutlich brachte er diese Nomaden mit Vorstellungen vom primitiven Leben in Verbindung. Dies wird im Gemälde „Landschaft mit Nomadenfamilie“ besonders deutlich, welches in Zusammenarbeit mit Jan van Wechlen um 1570 entstanden ist. Dass van Dalems Werke bei Sammlern begehrt waren, belegt Willem van Haechts Darstellung der Bildergalerie von Cornelis van der Geest. Dort ist das Gemälde mit der „Nomadenfamilie“, von dem sich in der Staatlichen Kunsthalle Karlsruhe zwei Fragmente erhalten haben, an prominenter Stelle, unterhalb des Kronleuchters, dargestellt.

## Werke
- Der Ursprung der Menschheit, Museum Boijmans Van Beuningen, Rotterdam, 1560–1570, Figuren von Jan van Wechlen
- Landschaft mit Nomadenfamilie (zwei Fragmente), Staatliche Kunsthalle Karlsruhe, um 1570, Figuren von Jan van Wechlen
- Bauernhof mit Bettlern, Musée du Louvre, Paris
- Landschaft mit Gehöft, Alte Pinakothek, München, datiert 1564
- Landschaft mit Adam und Eva, Iris & B. Gerald Cantor Center for Visual Arts, Stanford University
- Felslandschaft mit Hirten, Museo del Prado, Madrid
- Die Versuchung des hl. Antonius (Federzeichnung), Städelsches Kunstinstitut, Frankfurt
- Landschaft mit der Flucht nach Ägypten, Staatliche Museen, Berlin (Kriegsverlust 1945), datiert 1565, Figuren von Jan van Wechlen
- Adam und Eva betrauern Abel, Museum Boijmans Van Beuningen, Rotterdam (vermutlich Kopie nach einem verlorenen Gemälde von Cornelis van Dalem)